# سیاحت شرق
سیاحت شرق نام کتابی نوشته آقا نجفی قوچانی (۱۳۲۳–۱۲۵۶ هجری خورشیدی) است. این کتاب به زبان فارسی و در تاریخ ۱۳۴۷ هجری قمری (۱۳۰۷ هجری خورشیدی) نوشته شده‌است و شامل رویدادهای زندگی نویسنده و اوضاع و احوال آن زمان ایران و عراق و برخی مسایل دیگر است. بیان مسایل اخلاقی، درس‌های تاریخی و ذکر آموزه‌های اسلامی شیعه و برخی مسائل سیاسی اجتماعی انتقادی در قالب خاطرات، گزارش وضعیت مردم ایران و عراق و حوزه‌های علمیه اسلامی آن زمان و برخی رویدادهای تاریخی از جمله مطالب این کتاب است. ادبیات عامیانه و طنزگونه، اختصار، استفاده از اصطلاحات محلی، استفاده از ضرب‌المثل‌ها، استفاده گسترده از ادبیات شاعرانه و تصویرسازی‌های جذاب از مهمترین ویژگی‌های این کتاب است. این کتاب پرتیراژ در سال‌های گوناگون و توسط ناشران گوناگون در ایران چاپ و منتشر گردیده‌است.

## خلاصه کتاب
نویسنده آقا نجفی قوچانی، در کتاب سیاحت شرق، با لحنی ساده وقایع مهم تاریخی و تجربیات زندگی خود را از قبیل جنبش مشروطه ایران، استبداد صغیر در تاریخ سیاسی ایران، نبرد آزادیخواهان ایران و جنگ جهانی اول را به همراه خاطرات خود نگاشته‌است. کتاب سیاحت شرق که شرح حال و زندگینامه خود آقا نجفی قوچانی است، منبع ارزشمندی در روشن شدن نقش روحانیت و حوزه علمیه نجف در وقایع تاریخی آن دوره است. این کتاب شامل مطالب مفصلی مثل وقایع تاریخ معاصر ایران و عراق، تا مسائل جزیی‌تری مانند رفتار روحانیون با مردم، مقررات حوزه‌های علمیه اسلامی آن زمان و غیره است.
بر اساس متن این کتاب، نویسنده آقا نجفی قوچانی، برای تحصیل علم از روستای زادگاهش خسرویه به قوچان، سپس مشهد و در سالهای بعد به اصفهان و نجف سفر کرده‌است. نویسنده در ۱۶ سالگی برای تحصیلات بیشتر از قوچان به مشهد می‌آید. در آنجا اصول اولیه علوم اسلامی را فرا می‌گیرد. در مدت اقامتش در مشهد با مشکلاتی روبرو می‌شود و در نهایت تصمیم می‌گیرد با یکی از دوستانش به اصفهان برود. آنها از طریق طبس و بیابانهای وسیع و مرگبار آن پیاده به یزد می‌روند و از آنجا به سختی به اصفهان می‌رسند، در راه با خطرات زیادی روبرو می‌شوند، اما سرانجام به مقصد می‌رسند. سپس در مدرسه و مسجد عربان اصفهان مستقر می‌شوند و دوباره شروع به تحصیل می‌کنند. در ادامه داستان مشخص می‌شود که زندگی و تحصیل آقا نجفی قوچانی در اصفهان، به دلیل فساد دولت آن زمان که زندگی را برای مردم سخت کرده بود، بسیار مشقت‌بار و غم‌انگیز است. آقا نجفی قوچانی سپس برای تغییر شرایط زندگی و ادامه تحصیل به نجف می‌رود. در این قسمت، او وضعیت قحطی در نجف را به دلیل محاصره ارتش انگلیس شرح می‌دهد. در این میان، نقش روحانیت در مبارزه با این فساد گسترده و حمایت آنها از توده مردم را نیز ذکر می‌کند.

## دربارهٔ نویسنده
نویسنده کتاب، آقا نجفی قوچانی (۱۳۲۳–۱۲۵۶)، یکی از علمای شیعه ایرانی بوده که از نظر تاریخی از اواخر سلسله قاجار تا اوایل سلسله پهلوی می‌زیسته‌است. مزار آقا نجفی قوچانی در شهر قوچان است. وی علاوه بر کتاب سیاحت شرق، دارای چندین کتاب دیگر هم هست، مثل کتاب مشهور سیاحت غرب، که موضوع آن دربارهٔ زندگی پس از مرگ و برزخ بر مبنای دیدگاه اسلامی است.

## انگیزه و هدف نگارش
به نظر می‌رسد آقا نجفی قوچانی برای نوشتن این کتاب سه هدف و انگیزه را دنبال می‌کرده‌است:
1. بیان خطبه‌های اخلاقی، عبرت‌های تاریخی و به میان آوردن برخی از آموزه‌ها و اعتقادات شیعه و برخی مسائل سیاسی اجتماعی انتقادی دیگر در قالب خاطرات. با توجه به آنچه نویسنده در سطرهای اول کتاب ذکر کرده‌است، این را می‌توان انگیزه اصلی وی دانست. انتخاب سبک جذاب نگارش خاطرات برای کاهش ملال خواننده و در نتیجه افزایش تأثیر محتوای اخلاقی و معرفتی کتاب نشان دهنده این انگیزه است. آقا نجفی قوچانی در ابتدای کتاب می‌نویسد:
«تاریخ یکی از اهل علم و سوانح عمر و سرگذشت او که آنچه او دیده و شنیده و فهمیده و بر او وارد شده، نوشته بدون خلاف و شبهه و بدون دروغ و بهتان، و بی‌فایده نخواهد بود و ضامن تنبیه غافل و بیداری نائم است اگر به نظر عبرت نظر نماید.»[۱۰]— آقا نجفی قوچانی، سیاحت شرق، صفحه ۱
2. گزارش وضعیت مردم ایران و عراق و حوزه‌های علمیه آن زمان و برخی از وقایع تاریخی و …؛
3. نوشتن کتاب برای مطالعه افرادی که برای سرگرمی به برخی از کتاب‌ها مراجعه می‌کنند.

## سبک نگارشی کتاب
شیوه کلی نگارش این کتاب، سبک خاطره‌نویسی است. در بسیاری از موارد آقا نجفی قوچانی علاوه بر خاطرات خود، آموزه‌های اسلامی و احکام دینی را ذکر کرده و آیات قرآن، روایات حدیثی و شعائر اخلاقی زیادی را در این زمینه مورد بحث قرار داده‌است. با اتخاذ این روش، آقا نجفی قوچانی به وضوح از سبک سنتی نوشتن شرح حال اسلامی استفاده کرده‌است: او، مانند دیگر علمای معروف اسلامی مانند حارث محاسبی و غزالی، به مطالب آموزنده و اخلاقی خاطرات خود اهمیت زیادی می‌داده‌است.
در برخی قسمتها ضمن حفظ قالب خاطره‌نویسی در متن، آقا نجفی قوچانی به مسائل فقه اسلامی اشاره کرده و آن‌ها را مورد بحث قرار می‌دهد. در مواردی نیز، از علوم غیر دینی مانند فلسفه، پزشکی و جغرافیا در قالب خاطرات صحبت به میان می‌آورد. البته روش و شیوه ذکر شده در برخی موارد به دلیل پیچیدگی یا تخصصی بودن بحث یا جزئیات زیاد آنها، باعث خستگی خواننده می‌شود.
او با توصیف سختی‌های زندگی خود و اطرافیانش به‌طور غیرمستقیم فضای عمومی جامعه آن روز ایران و عراق را در ذهن مخاطبان تداعی می‌کند. اما با ادبیات عامیانه و طنزگونه، غم و اندوه داستان را از بین می‌برد.
استفاده از اصطلاحات محلی، به کار بردن ضرب‌المثل‌هایی که گاه عامیانه و گاه ادبی هستند، استفاده گسترده از مطالب شاعرانه، تصویرسازی‌های خلاقانه، توصیفات همه‌جانبه و بیان دیدگاه‌های متناقض از دیگر جذابیت‌های ادبی کتاب سیاحت شرق است.
نمونه‌ای از نثر کتاب از آغاز فصل نهم:
 جنگ بین‌الملل اول. در روزنامه‌ای دیدم تفنگی از شخص صربی صدا کرده ولیعهد اتریش کشته شده و کشف کرده‌اند آن فشنگ نشان دولتی داشته فوراً اتریش اعلان جنگ با دولت صرب داد، روس گفت: تو خر کجا هستی؟ اعلان جنگ با نمسه داد. آلمان گفت: تو چکاره هستی گردن کلفت بی‌غیرت؟! اعلان جنگ با روس داد. فرانسه نیز اعلان جنگ با آلمان داد. آلمان گفت: تو هم بالای روس، پدر تو را هم درمی‌آورم. انگلیس گفت: دهنت می‌چاید که پدر فرانسه را در بیاوری. آلمان گفت: ای روباه‌بازِ پدرسگ، تو هم بالای همه؛ و بالجمله اروپای متمدن با کمال وحشیگری در ظرف بیست و چهار ساعت خر تو خر شد….

## چکیده فصل‌ها
در ادامه چکیده‌ای از فصل‌های این کتاب را مطالعه می‌کنیم:
فصل اولدوران کودکی
آقا نجفی قوچانی در روستای خسرویه در ۴۰ کیلومتری شهر قوچان از بخش فاروج متولد می‌شود. او در ۷ سالگی به مکتب خانه می‌رود. در زمستان‌ها به تحصیل و در تابستان‌ها در کنار پدر به امر زراعت می‌پرداخت.
در سال ۱۳۰۸ ه‍.ق در حالیکه ۱۳ سال داشت به اصرار پدر و علی‌رغم میل باطنی، برای ادامه تحصیل به حوزه علمیه قوچان می‌رود. پس از مدتی بعلت مشکلات مالی خانواده و عدم توانایی در پرداخت مخارج تحصیلی، قوچانی ابتدا به سبزوار و سپس به سمت مشهد راهی می‌شود تا ضمن تحصیل در حوزه علمیه، شغلی اختیار کرده و مخارج خود را تأمین کند. پس از مدتی به علت وجود طلبه‌هایی که بدنبال ایجاد دسته‌های مافیایی بودند، تصمیم می‌گیرد از خراسان خارج شود.
فصل دومخروج از خراسان
قوچانی به همراه یکی دیگر از دوستان طلبه‌اش که اصالتاً یزدی بود، از خراسان خارج و به مقصد اصفهان طی طریق می‌کنند. این اتفاق مقارن بود با ترور ناصرالدین شاه.
آن‌ها از مسیر گناباد و طبس به سمت اصفهان حرکت می‌کنند و در مسیر خود مخاطرات بسیاری را تجربه می‌کنند. در مسیر خود وارد شهر یزد شده و در خانه اقوام همسفر خود به مدت ۳ روز اقامت می‌کنند و طی این مدت از طبیعت و باغات آنجا بازدید کرده و به تفریح و تفرج می‌پردازند. در همین اثنا بر اثر یک اتفاق، پای قوچانی دچار آسیب شده و اقامت آن‌ها در یزد تا بهبود پای او تمدید می‌شود.
قوچانی اهالی یزد را مردمانی اغلب پرمدعا و لجوج و خودپسند و مستقل در رأی توصیف کرده‌است.
آن‌ها در ادامهٔ مسیر از مشهد به سمت گناباد رفته، از آنجا به طبس، یزد، میبد و در نهایت به مقصد خود یعنی اصفهان رسیدند.
فصل سومدر اصفهان
قوچانی در اصفهان با آقا شیخ محمد علی معروف به ثقةالاسلام آشنا شده و وارد حوزه علمیه آن‌ها می‌شود. او منظومه شیخ ملاهادی سبزواری را نزد شیخ محمد کاشی می‌آموزد و کتاب رسائل را نزد شیخ عبدالکریم گزی.
پس از مدتی فضل و استعداد قوچانی بر دیگران آشکار شده و شاگردانی می‌یابد. در این دوران مشکلات زیادی گریبان‌گیر او شده و به حسین بن علی متوسل می‌شود. پس از گشایش، قصد زیارت عتبات را می‌کند و از مسیر خوانسار به سمت گلپایگان و سپس به طرف کرمانشاه حرکت می‌کند و در نهایت وارد خاک عراق می‌شود.
فصل چهارمورود به عتبات
قوچانی پس از ورود به عراق، ابتدا به زیارت قبر محمد تقی و موسی کاظم در کاظمین می‌رود و ۳ روز در آنجا اقامت می‌کند. در روز ۶ رجب وارد کربلا شده و مجموعاً ۹ روز در آنجا می‌ماند؛ سپس راهی کوفه و نجف می‌شود.
به هنگام ورود به نجف، سال ۱۳۱۸ ه‍.ق بود و دوران حکومت مظفرالدین شاه در ایران. در این ایام قوچانی ۲۳ ساله بود. او در نجف و در یک حوزه علمیه مستقر گشته و شروع به تحصیل می‌کند. از استادان او سید محمدکاظم طباطبایی یزدی بود.
فصل پنجمدر محضر آخوند
 آخوند خراسانی یکی از علما و شخصیت‌های مورد تأیید قوچانی بود که بسیار از نفوذ کلام و سخنانش در کلاس‌های درس یاد کرده‌است. در آن سال‌ها خراسانی هم حمایت‌های مالی خوبی از قوچانی انجام داد.
در همین دوران وبای عامی در عتبات به راه می‌افتد که روزانه ۴۰۰ نفر را روانه قبرستان می‌کند. در همین وقت، قانون اساسی را از تهران به نجف می‌فرستند جهت تأیید از سوی علما و حاج میرزا حسین و حاج میرزا خلیل که از علمای مسن نجف بودند آن را تأیید و مُهر می‌کنند. این قانون از سوی طباطبایی یزدی و خراسانی هم تأیید می‌شود.
پس از مدتی که آقوچانی به مقام اجتهاد نائل می‌شود، در برخی مباحث با خراسانی دچار اختلاف نظر می‌شود اما خراسانی پس از مطالعهٔ برخی از مطالب او متقاعد می‌شود.
فصل ششمتدارک ازدواج
قوچانی در دوران طلبگی و قبل از ازدواج به دلیل مشکلات مالی و عدم توانایی در تأمین مخارج ازدواج و شروع زندگی، متعه می‌کرده‌است.
در حدود ۳۰ سالگی و در ماه شعبان ازدواج کرده و در ماه رمضان وارد منزل خود می‌شود و زندگی مشترکش را آغاز می‌کند. این ازدواج یک ازدواج سنتی بوده چرا که از قبل با عروس دیدار نکرده بود. قوچانی با حمایت خراسانی، منزلی را در نزدیکی مدرسه آخوند کرایه کرده و زندگی خود را آغاز می‌کنند.
فصل هفتمآوازه مشروطیت در ایران
در سال ۱۳۲۵ ه‍.ق آوازه مشروطه شدن ایران به نجف هم رسید. مشروطه بر ۲ قسم اعتدال و دمکرات بود. خراسانی، از مشروطه خواهان اعتدالی بود. در این دوران به سبب حملات قشون روس و تجاوزات بیش از حد آنها، خراسانی به قصد جهاد و دفاع و بیرون راندن روس و سرکوبی محمدعلی میرزا، قشونی را گردآوری نمود. قشون بسیاری به سمت ایران به راه افتادند که از ایران تلگرافی رسید مبنی بر برکناری محمدعلی شاه و به حکومت رسیدن احمد شاه. با شنیدن این خبر، قشون متفرق گشتند. خراسانی نیز سرانجام در ذیحجه سال ۱۳۲۹ از دنیا رفت.
فصل هشتمهتک حرمت مرقد مطهر امام رضا (ع)
در ربیع‌الثانی سال ۱۳۲۰ بود که روس‌ها به مرقد علی بن موسی الرضا حمله کرده و آن را به توپ بستند و هتک حرمت نمودند. مؤمنین نجف هم چاره‌ای ندیدند جز این که از این مصیبت بگریند و مجالس روضه بسیاری برپا گشت.
فصل نهمجنگ بین‌المللی اول
در این دوره جنگ جهانی اول بواسطه ترور ولیعهد اتریش از سوی فردی صربستانی آغاز شد و آلمان و روس و فرانسه همه وارد نزاع شدند. همزمان با فتوحات آلمان، به دلیل ایجاد قحطی، روز به روز زندگی در عراق دشوارتر می‌شد.
علمای نجف بخاطر تعرض روس‌ها به حرم امام رضا، از آلمان‌ها طرفداری می‌کردند.
در این ایام قوچانی که در تنگنای مالی شدیدی قرار داشت، یکی از کودکان خود را از دست می‌دهد اما در عوض صاحب ۲ دختر می‌شود و بدینسان تعداد اولاد او به ۳ فرزند می‌رسد. او از طریق اخذ نماز استیجاری، امرار معاش می‌کند.
فصل دهمجنگ داخلی
پس از گذشتن ۱۰ ماه از شروع جنگ جهانی، آلمان‌ها، عثمانی را هم وارد جنگ نموده و طبل جنگ در کربلا و نجف هم به صدا درآمد. پافشاری حکومت عثمانی بر شرکت اعراب در جنگ و مخالفت اعراب موجب شورش و جنگ داخلی گردید. شورشیان، نجف و اطراف آن را تسخیر کرده و حکومتی تشکیل دادند. در این زمان، انگلیس، بغداد و فرانسه و شامات را به اشغال خود درآورد. انگلیس، پس از بیرون راندن عثمانی از عراق، حدود یک سال و نیم حکومت کربلا و نجف و حومه را به دست اعراب سپرد. در این ایام سیاست انگلیس بر آن بود که با حاتم بخشی عیسی را برتر از محمد جلوه دهد، لذا برای جلب نظر مردم، به خدام حرم حقوق می‌داد و نفت توزیع می‌کرد.
انگلیسی‌ها در طول مدت حضور خود بر قحطی موجود افزودند و مواد غذایی عراق را به انگلستان می‌فرستادند.
فصل یازدهمزیارت و سیاحت
بعد از عید نوروز قوچانی به همراه ۲ تن از دوستانش تصمیم می‌گیرند به زیارت علما و امامزادگانی بروند که پس از مدت مدیدی اقامت در عراق موفق به زیارت آن‌ها نشده بودند.
۲ شب برای زیارت در کاظمین اقامت می‌کنند، ۵ الی ۶ روز در سامرا مانده سپس به بغداد بازگشته و مقبره شیخ کلینی و سفرای حجت بن الحسن را زیارت می‌کنند، سپس به زیارت سلمان می‌روند و در راه بازگشت، قبر طفلان مسلم و فرزند زینب را زیارت می‌کنند.
فصل دوازدهمبسوی ایران
یک شب قوچانی دیارش را خواب می‌بینند و بعد از آن تصمیم می‌گیرد که به همراه خانواده به زیارت علی‌بن موسی‌الرضا برود و در صورت مساعد بودن شرایط، همان‌جا اقامت کند. ۲ ماه بعد خبر مرگ پدرش را می‌شنود. این اتفاق بعد از حدود ۲۵ سال دوری از خانواده، رخ داده بود. قوچانی به همراه خانواده ابتدا به کربلا و کاظمین رفته و در روز سوم ماه رمضان، از کاظمین به سمت ایران حرکت می‌کند.

## تصحیح و چاپ
کتاب سیاحت شرق خودزندگی‌نامه آقا نجفی قوچانی است که در اصل در سال ۱۳۰۷ نوشته شده‌است. این کتاب از روی نسخه‌های دست‌نویس اصلی توسط رمضانعلی شاکری در سال ۱۳۵۱ مورد تصحیح و بازبینی قرار گرفت و در ایران منتشر شد که با استقبال بسیار زیادی روبرو شد. به گفته مصحح، رمضانعلی شاکری، «دو نسخه از این کتاب، یکی در ۴۰۳ صفحه به قطع وزیری و دیگری در ۱۹۸ صفحه به قطع رحلی در اختیار بستگان آن مرحوم است که در تاریخ ۱۳۰۷ش به خطّ مرحوم آقا نجفی تحریر یافته»، که از هر دو نسخه برای تهیه کتاب تصحیح شده نهایی استفاده شده‌است. آقا نجفی قوچانی کتاب سیاحت شرق را در عناوین و فصلهای خاصی طبقه‌بندی نکرده‌است و مصحح برای سهولت کار از نظر دسته‌بندی مطالب و همچنین حفظ متن به صورت دست نخورده، سایر متون پراکنده را سازماندهی و عنوانهایی را ایجاد کرده‌است. مصحح همچنین در توضیح برخی از مطالب کتاب، که در پاورقی‌ها ذکر کرده‌است، از کمک بزرگان و اساتید و کتابها و مراجع مربوطه استفاده کرده‌است.